# Валсад
Валсад (англ. Valsad, гудж. વલસાડ) — город и муниципалитет в юго-восточной части индийского штата Гуджарат. Административный центр округа Валсад.

## География
Расположен в 4 км от побережья Аравийского моря, примерно в 100 км к югу от города Сурат и в 150 км к северу от Мумбаи, на высоте 12 м над уровнем моря.

## Население
Население города по данным переписи 2011 года составляет 114 987 человек. Население города включая пригороды по данным той же переписи насчитывает 170 235 человек. Около 93 % населения Валсада исповедуют индуизм; 3,7 % — джайнизм; 2 % — ислам; 0,4 % — христианство и 0,9 % — другие религии.

## Экономика и транспорт
Основу экономики составляет выращивание манго сорта Альфонсо.
Через город проходит национальное шоссе № 8. Имеется железнодорожное сообщение.

## Известные уроженцы
В Валсаде родился четвёртый премьер-министр Индии (с 24 марта 1977 до 15 июля 1979), Морарджи Десаи.
От названия города происходит фамилия Фарруха Булсара, чей отец Боми здесь родился.